# RCR Arquitectes

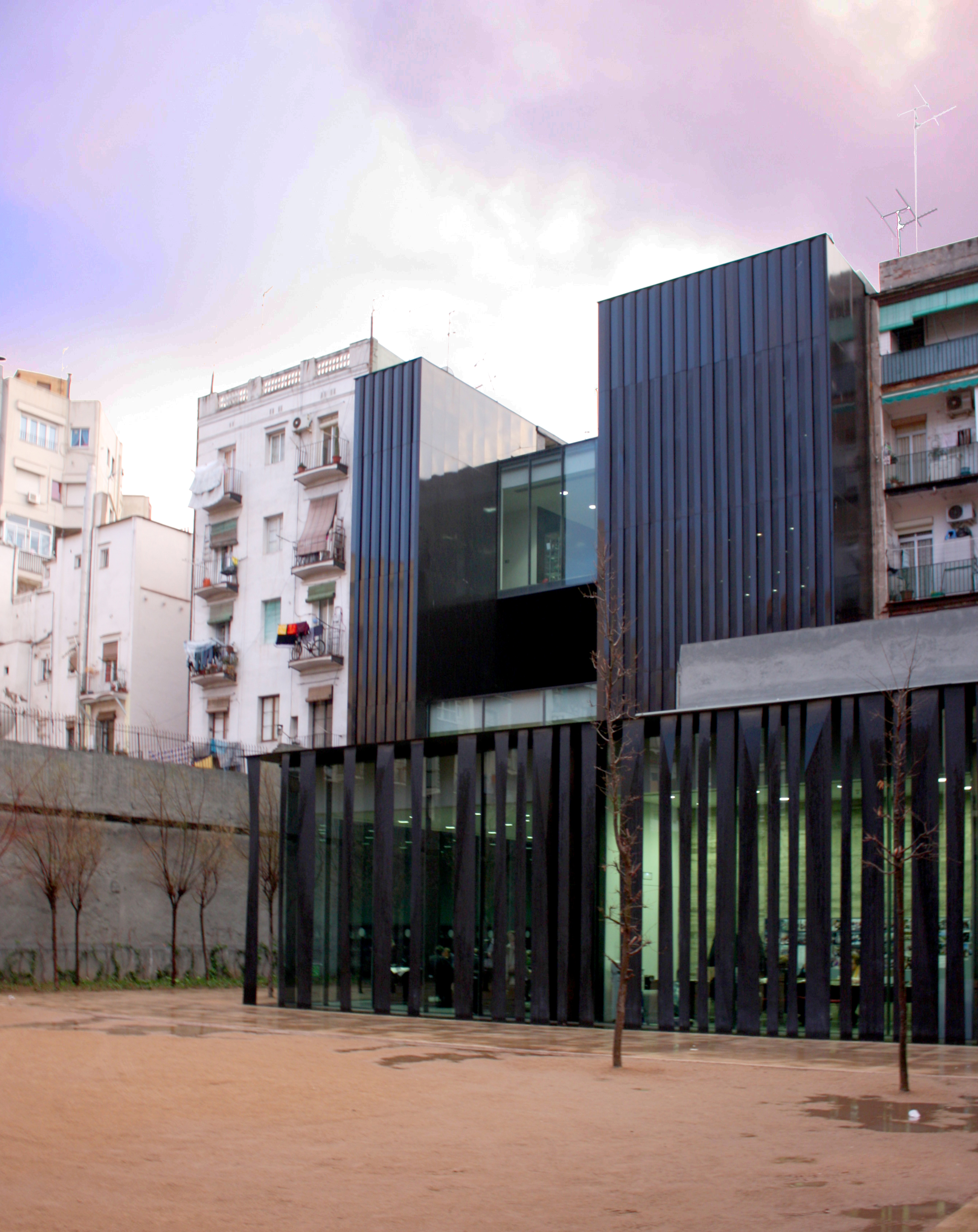
Veřejná knihovna, Barcelona (2008)

RCR Arquitectes je architektonická kancelář založená trojicí Rafael Aranda, Carme Pigemová a Ramon Vilalta v roce 1988. Sídlí ve městě Olot v Katalánsku. Jeho zakladatelé se staly laureáty Pritzkerovy ceny za architekturu v roce 2017.

## Charakteristika
RCR Arquitectes je možné zařadit do proudu soudobého regionalismu.

## Ocenění
- Honorary Fellows by the American Institute of Architects (AIA), 2010
- International Fellows by the Royal Institute of British Architects (RIBA), 2012
- Médaille d’Or de l’Académie d’Architecture Française, 2015
- Pritzkerova cena, 2017